# Alpina telekii
Alpina telekii là một loài bướm đêm trong họ Geometridae.